# Viktor Lutze
Viktor Lutze (Bevergern, 28 dicembre 1890 – Potsdam, 2 maggio 1943) è stato un generale tedesco, ricoprì la carica di Stabschef, comandante, delle Sturmabteilung, SA, dal 1934, succedendo ad Ernst Röhm, assassinato nella notte dei lunghi coltelli, al 1943 quando morì a seguito di un incidente stradale.

## Biografia
Viktor Lutze nacque a Bevergern, una cittadina della Vestfalia; si arruolò nel Deutsches Heer nel 1912, partecipando alla prima guerra mondiale, dove venne ferito quattro volte, perdendo l'occhio sinistro. Alla fine del conflitto dette le dimissioni dall'esercito, dedicandosi ad attività commerciali, iscrivendosi, nel 1922, al Partito Nazista; immediatamente iniziò una collaborazione con Franz Pfeffer von Salomon ed Albert Leo Schlageter insieme ai quali partecipò nel 1923 all'occupazione della regione della Ruhr, precedentemente passata sotto l'influenza di Francia e Belgio a seguito del trattato di Versailles.
Nel 1928 aderì alle Sturmabteilungen, venendo eletto al Reichstag nel 1930, e, dopo che Adolf Hitler venne nominato Cancelliere del Reich nel 1933, gli venne conferito l'incarico di comandante della gendarmeria di Hannover con il grado di Obergruppenführer; divenuto dirigente dello NSDAP, Lutze si distinse per le attività di repressione sui dissidenti nel suo distretto ed iniziò a partecipare alle più importanti riunioni del partito e di governo, vivendo in prima persona il deteriorarsi dei rapporti tra Hitler ed il comandante delle Sturmabteilungen Ernst Röhm.

## La notte dei lunghi coltelli

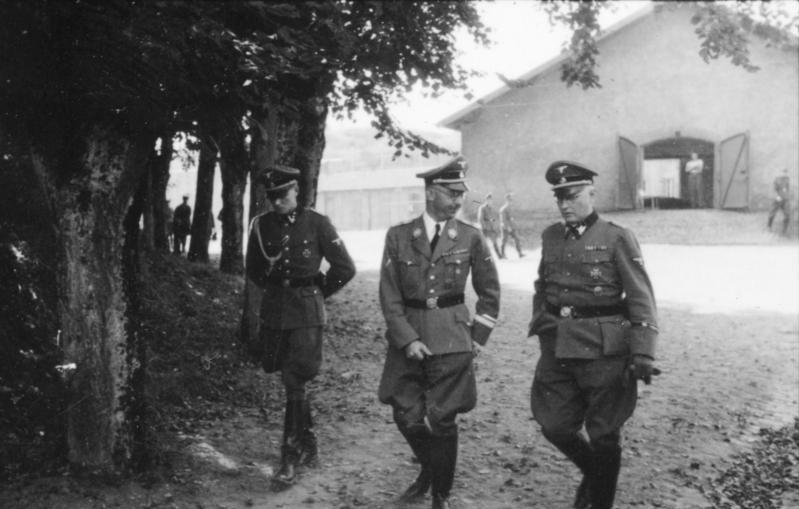
Lo Standartenführer Josef 'Sepp' Dietrich (a destra), comandante della divisione Leibstandarte, insieme ad Heinrich Himmler

I contrasti continuarono a crescere ed il Reichspräsident Paul von Hindenburg venne fortemente influenzato dall'opera di disinformazione orchestrata da Heinrich Himmler e Reinhard Heydrich, i quali diffusero l'idea che le SA stessero preparando un colpo di Stato per rovesciare il governo di Hitler, pretesto del quale il Cancelliere si servì per prendere la decisione di agire in modo diretto nei confronti di Röhm e dei suoi seguaci.
Il mattino del 29 giugno egli affermò: "questo è il momento, non si può arretrare neanche davanti alle estreme conseguenze; se necessario dovrà scorrere il sangue" e la sera stessa, insieme al ministro della propaganda Joseph Goebbels, si recò al Rheinhotel Dreesen di Bad Godesberg in attesa della notizia dell'arrivo a Monaco di Josef Dietrich, comandante della divisione Leibstandarte ed incaricato della futura epurazione, ed il giorno successivo vennero raggiunti da Viktor Lutze, venuto a salutarli prima di partire per Bad Wiessee dove erano radunate le SA. Hitler gli chiese però di restare, domandandogli se poteva contare sulla sua assoluta fedeltà, e ricevendone risposta affermativa.
Alle ore 01:00 del 30 giugno Hitler dette l'ordine di partire per Monaco di Baviera e per Bad Wiessee ed immediatamente si imbarcò su di un aereo insieme a Goebbels per recarsi a Monaco dove avrebbe costituito il centro operativo; una volta conclusi gli arresti, il cancelliere iniziò a diramare gli ordini per quanto riguardava il futuro delle SA che non sarebbero state soggette all'arresto od alla pena capitale e tra questi vi era la cieca obbedienza solo verso di lui e la nomina di "capo" per Viktor Lutze, nomina che fu ufficializzata il 26 luglio, quando le SA furono ufficialmente ricostituite e rese indipendenti dalle SS.

## Gli anni successivi e la morte
Dopo la notte dei lunghi coltelli le SA, riorganizzate attraverso il lavoro di Lutze, contribuirono al mantenimento dell'ordine pubblico in Germania ed, a seguito della proclamazione delle leggi razziali, affiancarono le SS nell'opera di repressione contro gli ebrei che, nel 1938, esplose in tutta la sua violenza durante la notte dei cristalli; nello stesso anno l'Austria fu annessa alla Germania attraverso l'Anschluss e Lutze trasferito a Vienna per riorganizzare nel Paese la struttura delle Sturmabteilungen.
Dopo lo scoppio della seconda guerra mondiale Lutze tornò in Germania, mantenendo la carica di Stabschef delle SA. Il 1º maggio 1943, mentre percorreva una strada di campagna nei pressi di Potsdam, l'auto da lui guidata uscì di strada; una delle due figlie morì sul colpo mentre Lutze e l'altra figlia rimasero feriti gravemente; trasportati in ospedale furono operati ma il capo delle SA morì il giorno dopo.